# Thomas Olmsted
Thomas James Olmsted (Oketo, 21 gennaio 1947) è un vescovo cattolico statunitense, dal 10 giugno 2022 vescovo emerito di Phoenix.

## Biografia
Thomas Olmsted è nato nel 1947 a Oketo, nel Kansas, da Pat e Helen Olmsted; ha avuto due fratelli e tre sorelle. Dopo aver frequentato la Summerfield High School, si è iscritto al seminario san Tommaso d'Aquino di Denver, nel Colorado, dove nel 1969 ha ottenuto un bachelor in filosofia.
Il 2 luglio 1973 è stato ordinato presbitero dal vescovo Glennon Flavin per la diocesi di Lincoln, Nebraska.
Nel 1981 ha ottenuto un dottorato in diritto canonico alla Pontificia Università Gregoriana, mentre tra il 1979 e il 1988 ha lavorato presso la Segreteria di Stato della Santa Sede.
Il 16 febbraio 1999 è stato nominato vescovo coadiutore della diocesi di Wichita da papa Giovanni Paolo II. Ha ricevuto l'ordinazione episcopale il 20 aprile dello stesso anno dal vescovo Eugene Gerber, co-consacranti l'arcivescovo James Patrick Keleher e il vescovo Fabian Bruskewitz.
Il 4 ottobre 2001 è diventato vescovo di Wichita, succedendo ad Eugene Gerber, mentre il 25 novembre 2003 è stato nominato vescovo della diocesi di Phoenix, sostituendo Thomas Joseph O'Brien, dimessosi dal suo incarico a causa del suo coinvolgimento in un incidente stradale mortale.
Dal 1º agosto 2018 al 23 agosto 2021 ha ricoperto anche l'ufficio di amministratore apostolico sede plena dell'eparchia della Santa Protezione di Maria di Phoenix; il 23 agosto 2021, con l'accettazione della rinuncia dell'eparca John Stephen Pažak, è stato nominato amministratore apostolico sede vacante, ricoprendo l'ufficio fino al 23 gennaio 2023.
Hanno suscitato interesse e reazioni critiche alcune sue prese di posizione.
Nel 2006 ha messo in discussione la modalità di somministrazione dell'eucaristia ad un ragazzo affetto da autismo: l'ostia consacrata infatti veniva immessa in bocca, ma poi era immediatamente rimossa dal padre. In una lettera alla famiglia spiegava che in tal modo il ragazzo non riceveva effettivamente il sacramento, perché non compiva l'atto di "prendere e mangiare", ma simulava solo la Comunione.
Il 10 marzo 2009 esprimeva forte contrarietà nei confronti del presidente Obama, che il giorno precedente aveva approvato il finanziamento federale della ricerca sulle cellule staminali embrionali. Pochi giorni dopo criticava la scelta dell'Università di Notre Dame di aver invitato il presidente Obama come oratore e di avergli conferito una laurea honoris causa. In una lettera accusava il rettore John I. Jenkins di aver commesso un grave errore, disobbedendo a quanto sancito dai vescovi americani nel 2004, in una dichiarazione in cui si affermava che "le comunità e le istituzioni cattoliche non dovrebbero rendere onore a coloro che agiscono in violazione dei nostri principi morali fondamentali".
Nel novembre 2009 suor Margaret McBrid, esponente della commissione etica dell'ospedale cattolico di Phoenix, è stata colpita da un provvedimento di scomunica e allontanata dall'ospedale, per aver dato la sua approvazione ad un intervento di interruzione di gravidanza, sostenendo che, considerando il grave stato di salute della madre, fosse un aborto moralmente accettabile e consentito dalla dottrina della Chiesa. Il vescovo estese il provvedimento di scomunica anche a tutto il personale dell'ospedale coinvolto nella vicenda.
È stato tra i primi firmatari della Manhattan Declaration: A Call of Christian Conscience, un appello presentato il 20 novembre 2009, in cui esponenti di diverse confessioni cristiane si pronunciavano in difesa della sacralità della vita umana, del matrimonio, della libertà di fede e dell'obiezione di coscienza. Il documento si poneva in aperto contrasto con i progetti di riforma in materia di sanità promossi dal presidente Obama e già all'esame del Congresso.
Nel 2011 la diocesi di Phoenix ha pubblicato sul proprio sito web la lista degli esponenti del clero accusati di abusi sessuali su minori, rivelando l'identità di alcuni sacerdoti, frati, diaconi e di un vescovo, anche allo scopo di incoraggiare le vittime a denunciare il reato.
Il 10 giugno 2022 papa Francesco ha accolto la sua rinuncia al governo pastorale della diocesi di Phoenix per raggiunti limiti di età.

## Genealogia episcopale e successione apostolica
La genealogia episcopale è:
- Cardinale Scipione Rebiba
- Cardinale Giulio Antonio Santori
- Cardinale Girolamo Bernerio, O.P.
- Arcivescovo Galeazzo Sanvitale
- Cardinale Ludovico Ludovisi
- Cardinale Luigi Caetani
- Cardinale Ulderico Carpegna
- Cardinale Paluzzo Paluzzi Altieri degli Albertoni
- Papa Benedetto XIII
- Papa Benedetto XIV
- Cardinale Enrico Enriquez
- Arcivescovo Manuel Quintano Bonifaz
- Cardinale Buenaventura Córdoba Espinosa de la Cerda
- Cardinale Giuseppe Maria Doria Pamphilj
- Papa Pio VIII
- Papa Pio IX
- Cardinale Alessandro Franchi
- Cardinale Giovanni Simeoni
- Cardinale Antonio Agliardi
- Cardinale Basilio Pompilj
- Cardinale Adeodato Piazza, O.C.D.
- Cardinale Egidio Vagnozzi
- Vescovo David Monas Maloney
- Vescovo Eugene John Gerber
- Vescovo Thomas James Olmsted

La successione apostolica è:
- Vescovo Eduardo Alanis Nevares (2010)